# Palazzo del Monte di Pietà (Busseto)

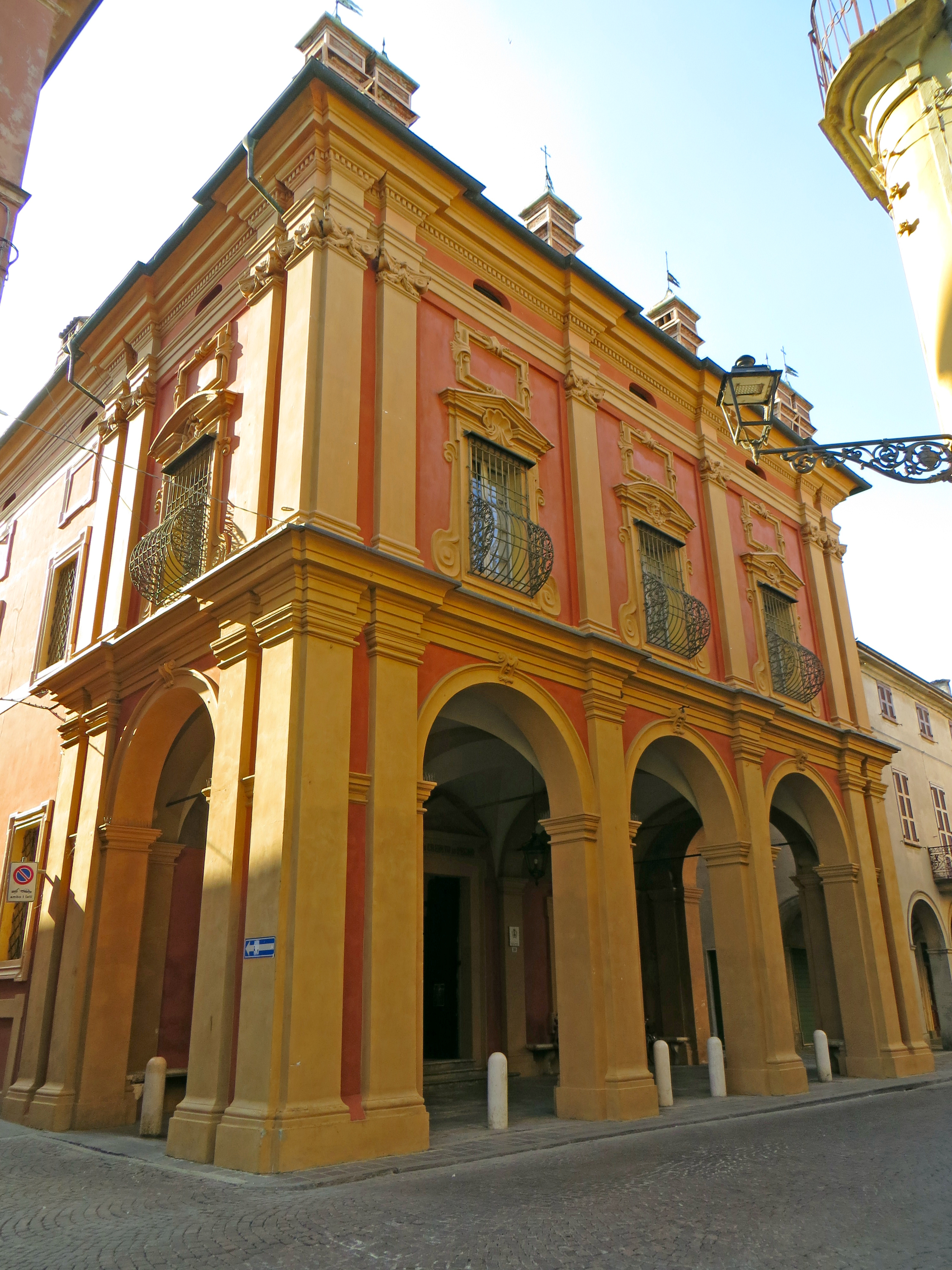
Palazzo del Monte di Pietà in Busseto, Hauptfassade zur Via Roma und Seitenfassade zur Via della Biblioteca.

Der Palazzo del Monte di Pietà ist ein Barockpalast in Busseto in der italienischen Region Emilia-Romagna. Er liegt in der Via Roma 38. In seinem Inneren ist die Bibliothek der Fondazione Cariparma untergebracht, in der das Erbe der historischen Bibliothek des Monte di Pietà zusammengefasst ist.

## Geschichte
Im Jahre 1537 gründete der Franziskanerpater Giovanni Antonio Maiavacca in Zusammenarbeit mit den Markgrafen Girolamo, Francesco und Ermete Pallavicino den Monte di Pietà von Busseto, um dem damals weit verbreiteten Phänomens des Wuchers entgegenzutreten; dieser wurde 1582 mit einer päpstlichen Bulle von Gregor XIII. bestätigt. An diesen wurde wenige Jahre später  der Monte di Peculio angeschlossen, eine Institution zur Unterstützung der Armen, die der Kanoniker Girolamo da Bologna 1596 gründete und die von Herzog Ranuccio I. Farnese 1597 bestätigt wurde.
Dank zahlreicher Vermächtnisse und Schenkungen sammelte die Einrichtung schnell große Reichtümer an, sodass sie bereits in der zweiten Hälfte des 16. Jahrhunderts im Stande war, zinslose Kredite zu gewähren. Aus diesem Grunde entschieden die Regenten 1679, einen neuen Palast als Sitz dieses Institutes errichten zu lassen. Man kaufte ein Gebäude in der Hauptstraße des Dorfes, ließ es abreißen, erhielt eine Erlaubnis von Herzog Ranuccio II. Farnese und ließ mit den ersten Bauarbeiten am Fundament beginnen. Erst später wurde der Architekt Domenico Valmagini mit der Projektierung beauftragt, der das Werk 1682 zur Fertigstellung führte.
1768 verfügte der Premierminister Guillaume Du Tillot die Vertreibung der Jesuiten, die das benachbarte Collegio di Sant’Ignazio di Loyola verwalteten, aus dem Herzogtum Parma und Piacenza. Die dort enthaltene, alte Bibliothek, die ungefähr 2300 Bände enthielt, wurde in den Monte di Pietà integriert. Aus diesem Grunde wurden 1770 an der Rückseite des Palastes unter der Leitung des Architekten Michele Brilli Bauarbeiten zur Errichtung neuer Räumlichkeiten eingeleitet, die das wichtige literarische Erbe aufnehmen sollten. Die Baustelle, die auch Herzog Ferdinand besuchte, wurde 1793 abgeschlossen und es erfolgte die Einweihung der Bibliothek des Monte di Pietà, die in den folgenden Jahrzehnten dank Zukäufen und Vermächtnissen in bemerkenswerter Weise mit neuen Büchern bereichert wurde.
1829 wurde der Monte di Peculio, dem es häufig an Ressourcen fehlte, in den Monte di Pietà übernommen, der daher den Namen „Monte di Pietà e d’Abbondanza“ erhielt. Letzter setzte seine Aktivitäten bis 1960 fort, dann kaufte ihn die Sparkasse Parma.
Im Folgejahr begann man mit Restaurierungsarbeiten an den Fassaden, wogegen in den Jahren 1981–1984 die Räume der Bibliothek, die Treppe, die Hausmeisterwohnung und die Räume im ersten Obergeschoss zur Via Roma hin umgebaut und in anlagentechnischer Sicht angepasst wurden.
Im Jahre 2000 wurden das Gebäude und die Bibliothek, die in der Zwischenzeit durch weitere Ankäufe und bemerkenswerte Schenkungen um ein riesiges dokumentarisches Erbe bereichert werden konnte, in das Eigentum der Fondazione Cariparma überführt.

## Beschreibung

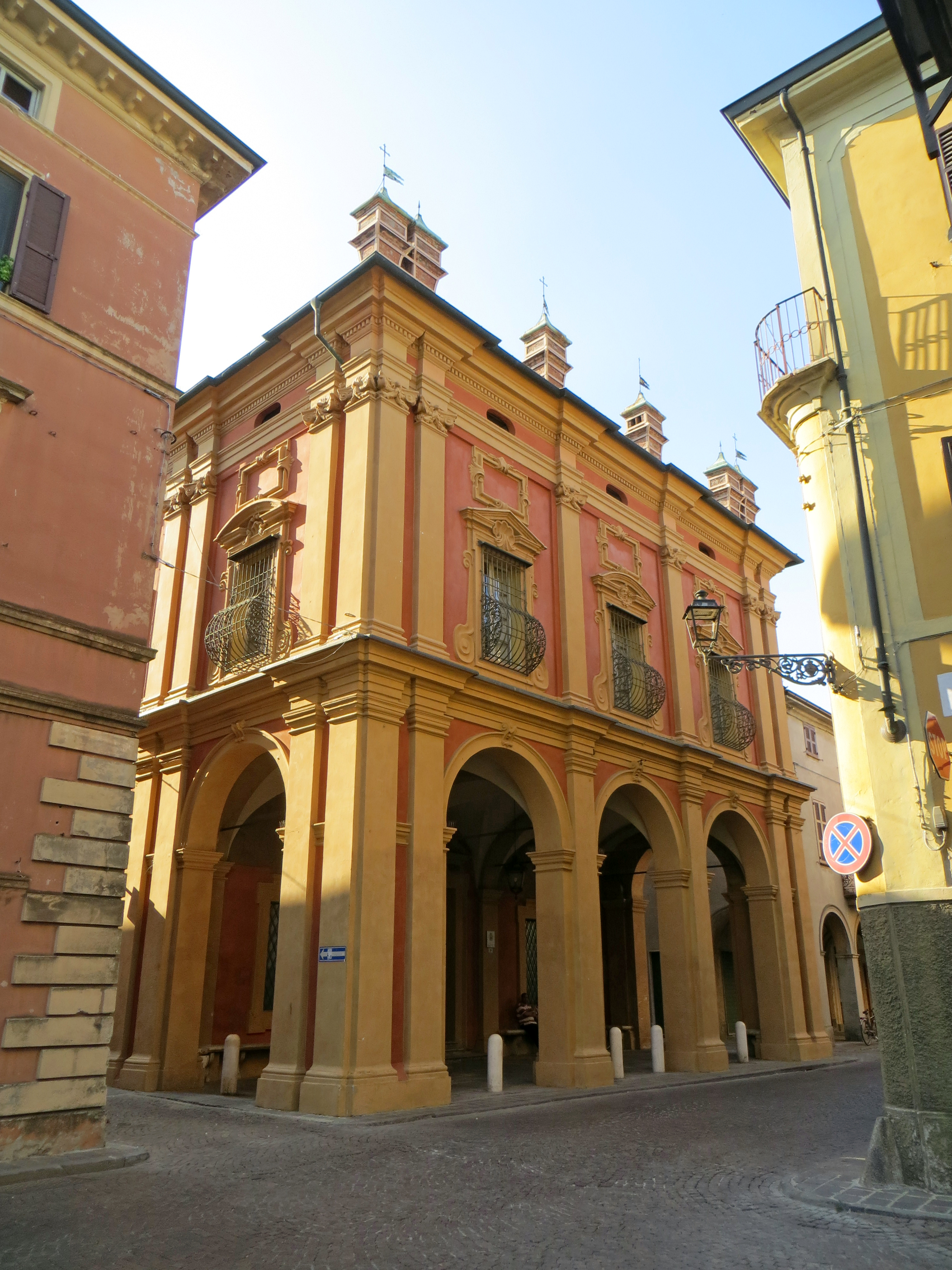
Fassade

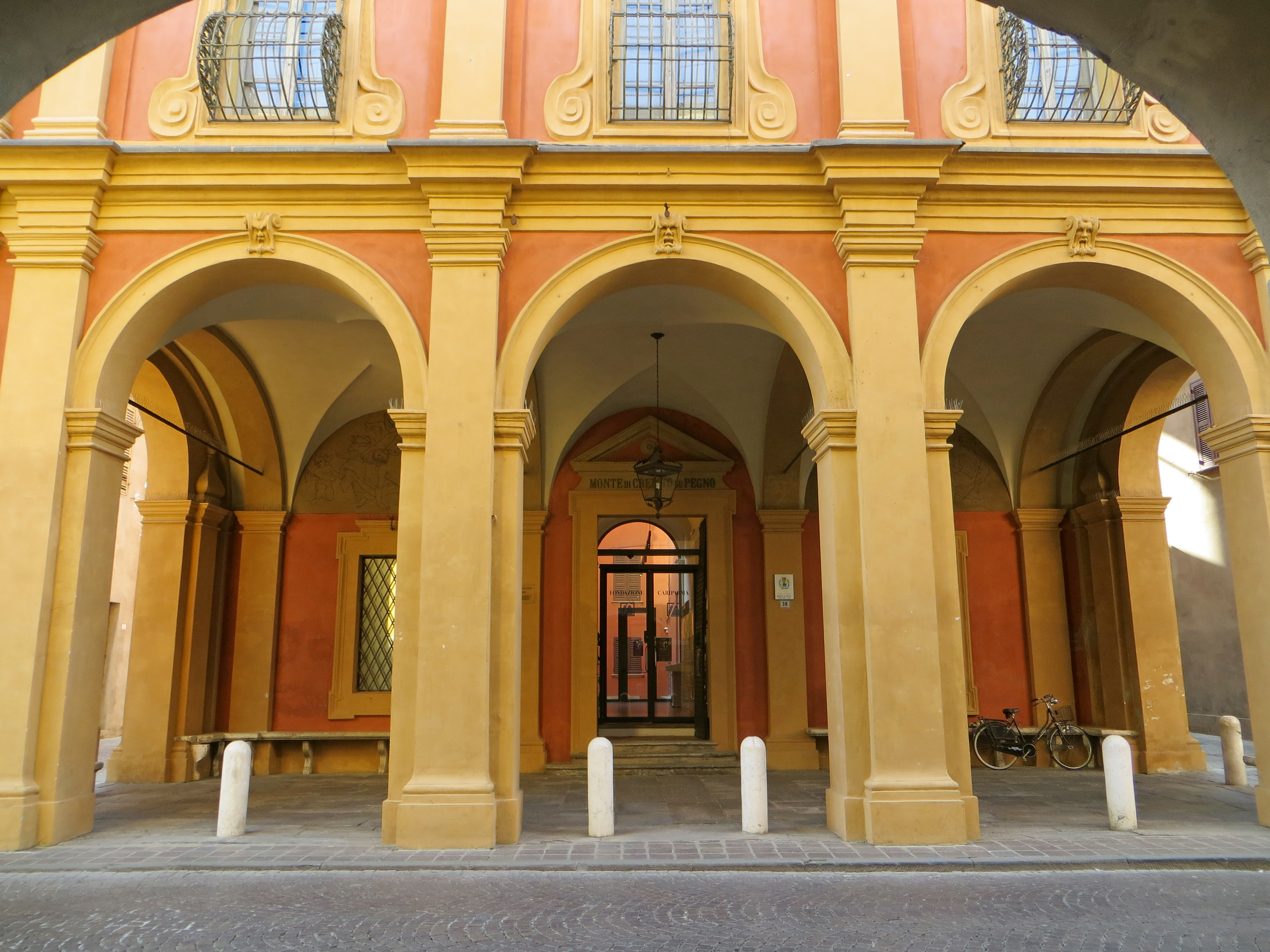
Vorhalle

Der Palast hat einen schmalen, rechteckigen Grundriss. Die Hauptfassade zur Via Roma hin liegt auf einer kurzen Seite; die langen Seitenfassaden zeigen zu den Nebenstraßen hin.
Die monumentale Eingangsfront erhebt sich über einer hohen Vorhalle mit drei Rundbögen, die durch Pfeiler mit Lisenen gestützt werden, die von toskanischen Kapitellen gekrönt werden und unter einem fein ausgearbeiteten Gesims liegen. Das Obergeschoss ist durch Lisenen mit kompositen Kapitellen gekennzeichnet, über denen sich ein zweites Gesims befindet. Das Obergeschoss zeichnet sich durch drei große Fenster aus, die durch sehr fein ausgearbeitete Gitter und barocke Rahmen mit Voluten bereichert werden und gebrochene Tympana stützen, in deren Mitte Muschelfiguren oder menschliche Gesichter auftauchen. Darüber sind weitere, kleine, rechteckige Rahmen als Relief angeordnet und mit eleganten Voluten versehen. Ganz oben, über den kleinen Öffnungen des Dachgeschosses, ist das große, vorspringende Traufgesims angebracht. Auf dem Dach schließlich erheben sich sechs große Türmchen aus Mauerwerk, deren äußere paarweise gesetzt sind. Von diesen sind vier mit Windrichtungsgebern aus Kupfer versehen.
Die Vorhalle hat eine dreiteilige Kreuzgewölbedecke, die seitlich, über den Fenstern, die sich auf große, behauene Marmorbänke hin öffnen, zwei breite Lünetten stützen, die die Profile der alten Fresken, die sie einst zierten, nach 1960 abgelöst und auf Tafeln im oberen Korridor im Inneren des Palastes platziert wurden, als Sgraffito zeigen. Auf dem mittleren Teil dagegen blieben keine Spuren des großen Wappens der Farneses, das sich einst über dem mit einem Tympanon versehenen Haupteingang befand.
In den Innenräumen, die immer noch original möbliert sind, sind zahlreiche, wertvolle Kunstwerke erhalten, darunter auch Gemälde und Devotionalien.
Der Eingangssaal ist mit einem monumentalen, offenen Kamin mit einem Stuckaufsatz versehen, der 1698 von Domenico Barca geschaffen wurde.
Im Ratssaal gibt es einen meisterhaften Archivschrank aus Nussbaum in barockem Stil, der von Giovan Battista Perfetti 1699 nach Plänen von Giovan Battista Meyster geschnitzt wurde. Reich an Lisenen mit korinthischen Kapitellen, Mappen und Reliefen wird das große Möbelstück gekrönt durch einen imposanten Dachschmuck mit Voluten, Vasen und Festone, sowie einem großen Oval in der Mitte mit dem Motto des Monte di Pietà Pasco oves meas (dt.: Weide meine Schafe).
Der Korridor im Obergeschoss mit Tonnengewölbedecke zeigt an den Wänden zwei barocke Fresken, die 1682 von dem Maler Angelo Massarotti geschaffen und nach 1960 von den Lünetten der Vorhalle entfernt wurden; darauf sind die „Pietà“ und das „Martyrium des Heiligen Bartolomäus“ abgebildet.
Im Palast sind in zahlreichen Räumen die Porträts fast aller Regenten des Herzogtums Parma und Piacenza erhalten, darunter auch die des „Herzogs Ranuccio II. Farnese“, womöglich von Jacob Denis im Jahre 1670 gemalt, des „Herzogs Francesco Farnese“, geschaffen 1723 von Giuseppe Gorla, des „Herzogs Antonio Farnese“, ausgeführt von Giovanni Bolla um 1730. Des „Herzogs Charles I. de Bourbon“, 1733 geschaffen von Bartolomeo Chizoletti, des „Kaisers Karl VI. des Heiligen Römischen Reiches“ und der „Kaiserin Maria-Theresia von Habsburg“, ausgeführt von Giuseppe Degani in den Jahren 1738 und 1745, des „Herzogs Philipp von Parma“, gemalt 1750 von Domenico Passarini und des „Herzogs Ferdinand von Parma“, geschaffen von Antonio Bresciani im Jahre 1767. Vom Maler Isacco Gioacchino Levi gibt es darüber hinaus noch die Kopien aus dem 19. Jahrhundert der Porträts des „Herzogs Ranuccio I. Farnese“, der „Herzogin Marie-Louise von Habsburg“, des „Herzogs Odoardo Farnese“, des „Herzogs Ottavio Farnese“, des „Herzogs Alessandro Farnese“, des „Kaisers Napoleon Bonaparte“ und des „Königs Viktor Emmanuel II.“, ausgeführt der Reihe nach zwischen 1842 und 1860. Das wertvollste Werk von Levi ist dennoch das große Gemälde, auf dem die „Gründung des Monte“ abgebildet ist; dort ist in einem Raum aus dem 16. Jahrhundert der Kanoniker Gian Domenico Nicolò Pellati porträtiert, während er den Gründungsakt liest, ebenso wie die drei Brüder Girolamo, Francesco und Ermete Pallavicino, der Franziskaner Giovanni Antonio Maiavacca und, im Hintergrund, zwei Zeugen.
Den Saal bereichern auch noch andere Werke von Bedeutung, darunter das Bildnis von Luca Balestra, ausgeführt von Michele Plancher im Jahre 1830, das Selbstporträt von Pietro Balestra aus dem 18. Jahrhundert und die Gemälde, auf denen ein „Alter mit Turban“, 1849 gemalt von Tullo Massarani, die „Katze des Siegerdenkmals“, geschaffen von Renato Brozzi im Jahre 1927 und der „Junge mit einem Lamm“, kreiert von Innocente Salvini 1954.
Darüber hinaus gibt es dort verschiedene Devotionalien, darunter zwei bemerkenswerte Altarsets in Silber, ein jedes bestehend aus sechs Kerzenständern und drei Schrifttafeln. Die älteste wurde zwischen 1669 und 1670 von der Werkstatt von Siro Ratti in Piacenza für den Monte die Pietà geschaffen, wogegen die jüngste Anfang des 18. Jahrhunderts für die Jesuitenkirche Sant’Ignazio ausgeführt wurde. Von letzterer sind auch noch weitere silberne Gegenstände überkommen: Ein Vortragekreuz und vier Palmenvasen venezianischen Ursprungs, zwei Hängelampen, zwei Reliquiare, zwei Ziborien, zwei Gläser und eine Patene.

### Bibliothek derFondazione Cariparma
Die Bibliothek, in die man direkt von draußen durch den Seiteneingang an der Via della Biblioteca gelangt, besteht heute aus acht Sälen und drei Magazinen, die im Obergeschoss des Rückgebäudes hinter dem Palast liegen. Man gelangt über das monumentale Atrium mit Treppe aus dem Jahre 1772 dorthin, die durch das elegante Geländer aus Schmiedeeisen, geschaffen von Giambattista Sali, gekennzeichnet ist.
Der erste Saal hat eine Gewölbedecke, die in der Mitte mit einem ovalen Fresko verziert ist, das „Prometheus“ zeigt und von Isacco Gioacchino Levi im Jahre 1873 geschaffen und mit einem zeitgenössischen Stuckrahmen versehen wurde. Die mit falschen Intarsien bemalten Regale entlang des Umfangs des Raumes stammen von 1712, wurden bei der Schließung des Jesuitenkollegs aus diesem umgebaut und enthalten den größten Teil der alten Bände, darunter 20 Inkunabeln aus dem 15. Jahrhundert, 480 Druckwerke aus dem 16. Jahrhundert, verschiedene Ausgaben von Giambattista Bodoni, zahlreiche medizinische Werke aus dem 17. und 18. Jahrhundert, eine Encyclopédie von Diderot und D’Alembert und etliche Manuskripte, darunter die wertvollen Vorschriften der Statuta Pallavicina.
Auch die folgenden Säle sind mit alten, bemerkenswerten Regalen ausgestattet, darunter insbesondere die aus dem 19. Jahrhundert im dritten Saal, die sich durch elegante Schnitzereien auszeichnen.
Der vierte Raum enthält die handgeschriebene Musikaliensammlung der Filarmonia Bussetana, die aus 702 Kompositionen besteht und in drei Abschnitte geteilt ist. Der erste enthält 240 Lieder von Ferdinando Provesi, der zweite 382 sakrale und profane Musikstücke und Lieder für Orchester verschiedener Autoren und der dritte 80 Partituren unbekannter Autoren. Bemerkenswert sind die transkribierten Stücke von Giuseppe Verdi, die entstanden, als er noch Student war, und vor allen Dingen eine Messa di Gloria, die von ihm zwischen 1833 und 1835 komponiert und später abgeändert wurde.
Von Maestro Verdi enthält die Bibliothek auch weitere wichtige Zeugnisse, darunter zahlreiche Briefe, einige von ihm, 101 von seiner Gattin Giuseppina Strepponi, die diese an Giovanni Avanzi sandte, und 330 von Emanuele Muzio, Verdis einzigem Schüler, und darüber hinaus Dokumente in Zusammenhang mit seinem Stipendium, das der Monte di Pietà ihm 1833 gewährte, um seine Studien in Mailand fortzusetzen. Genau dieser Giuseppe Verdi hinterließ nach seinem Tod drei große Stücke Land als Zeichen der Anerkennung dem Institut in Busseto.
Zu den über 40.000 Bänden, die die Bibliothek heute enthält, gehört seit 1975 auch das Archiv der Familie Pallavicino, das dem Monte di Pietà von den Markgrafen Pier Luigi und Gabriella Pallavicino gestiftet wurde. Dieses enthält wichtige, historische Zeugnisse des Hauses und des Stato Pallavicino.